# 발칸 전쟁
발칸 전쟁은 1912년에서 1913년까지 발칸반도에서 일어난 전쟁이다. 발칸 동맹(그리스, 몬테네그로, 불가리아, 세르비아)과 오스만 제국과의 제1차 발칸 전쟁(1912년 10월~ 1913년 5월)과 그 전후 처리에 대한 대립으로 발생한 제2차 발칸 전쟁(1913년 6월~1913년 8월)으로 나뉜다.
- 제1차 발칸 전쟁
- 제2차 발칸 전쟁

## 같이 보기
- 국제 관계 (1814년-1919년)
- 세르비아-불가리아 전쟁
- 위키문헌